# یواس‌اس کی-۴ (اس‌اس-۳۵)
یواس‌اس کی-۴ (اس‌اس-۳۵) (به انگلیسی: USS K-4 (SS-35)) یک زیردریایی بود که طول آن ۱۵۳ فوت ۷ اینچ (۴۶٫۸۱ متر) بود. این زیردریایی در سال ۱۹۱۴ ساخته شد.